# Mistrzostwa Świata w Narciarstwie Klasycznym 1978
Mistrzostwa Świata w Narciarstwie Klasycznym 1978 – miały miejsce w dniach 18 – 26 lutego 1978 w fińskim Lahti, jako czwarte zorganizowane w tym mieście. W porównaniu do poprzednich edycji mistrzostw, w kalendarzu znalazł się bieg na 20 km kobiet oraz nieoficjalny konkurs drużynowy mężczyzn w skokach narciarskich.

## Biegi narciarskie

### Biegi narciarskie mężczyzn
| Konkurencja        | Data           | Złoto                                                                                        | Srebro                                                                                    | Brąz                                                                          |
| ------------------ | -------------- | -------------------------------------------------------------------------------------------- | ----------------------------------------------------------------------------------------- | ----------------------------------------------------------------------------- |
| 15 km              | 21 lutego 1978 | Józef Łuszczek 49:09.37                                                                      | Jewgienij Beliajew 49:11.62                                                               | Juha Mieto 49:14.37                                                           |
| 30 km              | 20 lutego 1978 | Siergiej Sawieljew 1:32:56.00                                                                | Nikołaj Zimiatow 1:33:48.23                                                               | Józef Łuszczek 1:33:52.21                                                     |
| 50 km              | 24 lutego 1978 | Sven-Åke Lundbäck 2:46:43.06                                                                 | Jewgienij Beliajew 2:47:34.48                                                             | Jean-Paul Pierrat 2:47:52.27                                                  |
| Sztafeta 4 × 10 km | 23 lutego 1978 | Szwecja · Sven-Åke Lundbäck · Christer Johansson · Tommy Limby · Thomas Magnusson 2:05:17.63 | Finlandia · Esko Lähtevänoja · Juha Mieto · Pertti Teurajärvi · Matti Pitkänen 2:05:28.95 | Norwegia · Lars Erik Eriksen · Ove Aunli · Ivar Formo · Oddvar Brå 2:06:48.37 |

### Biegi narciarskie kobiet
| Konkurencja       | Data           | Złoto                                                                                           | Srebro                                                                                  | Brąz                                                                                  |
| ----------------- | -------------- | ----------------------------------------------------------------------------------------------- | --------------------------------------------------------------------------------------- | ------------------------------------------------------------------------------------- |
| 5 km              | 20 lutego 1978 | Helena Takalo 18:53.50                                                                          | Hilkka Riihivuori 18:58.49                                                              | Raisa Smietanina 19:01.30                                                             |
| 10 km             | 18 lutego 1978 | Zinaida Amosowa 37:01.72                                                                        | Raisa Smietanina 37:13.37                                                               | Hilkka Riihivuori 37:23.43                                                            |
| 20 km             | 25 lutego 1978 | Zinaida Amosowa 1:13:00,85                                                                      | Galina Kułakowa 1:13:08,11                                                              | Helena Takalo 1:13:57,95                                                              |
| Sztafeta 4 × 5 km | 22 lutego 1978 | Finlandia · Taina Impiö · Marja-Liisa Hämäläinen · Hilkka Riihivuori · Helena Takalo 1:13:25.80 | NRD · Marlies Rostock · Birgit Schreiber · Barbara Petzold · Christel Meinel 1:13:29.74 | ZSRR · Nina Roczewa · Zinaida Amosowa · Raisa Smietanina · Galina Kułakowa 1:13:39.88 |

## Kombinacja norweska
| Konkurencja         | Data              | Złoto                 | Srebro                 | Brąz                  |
| ------------------- | ----------------- | --------------------- | ---------------------- | --------------------- |
| Zawody indywidualne | 19-20 lutego 1978 | Konrad Winkler 435.24 | Rauno Miettinen 431.66 | Ulrich Wehling 430.83 |

## Skoki narciarskie
| Konkurencja                             | Data           | Złoto                                                                      | Srebro                                                                               | Brąz                                                                    |
| --------------------------------------- | -------------- | -------------------------------------------------------------------------- | ------------------------------------------------------------------------------------ | ----------------------------------------------------------------------- |
| Normalna skocznia – indywidualnie       | 18 lutego 1978 | Matthias Buse 253,2                                                        | Henry Glaß 251,7                                                                     | Aleksiej Borowitin 250,0                                                |
| Duża skocznia – indywidualnie           | 25 lutego 1978 | Tapio Räisänen 256.6                                                       | Alois Lipburger 256.3                                                                | Falko Weißpflog 255.8                                                   |
| Duża skocznia drużynowo (nieoficjalnie) | ?              | NRD · Harald Duschek · Jochen Danneberg · Henry Glaß · Matthias Buse 443.8 | Finlandia · Jari Puikkonen · Jouko Törmänen · Pentti Kokkonen · Tapio Räisänen 401.0 | Norwegia · Rune Hauge · Roger Ruud · Tom Levorstad · Per Bergerud 396.6 |

## Klasyfikacja medalowa
| Pozycja | Państwo   | Złoto | Srebro | Brąz | Razem |
| ------- | --------- | ----- | ------ | ---- | ----- |
| 1       | ZSRR      | 3     | 5      | 3    | 11    |
| 2       | Finlandia | 3     | 3      | 3    | 9     |
| 3       | NRD       | 2     | 2      | 2    | 6     |
| 4       | Szwecja   | 2     | 0      | 0    | 2     |
| 5       | Polska    | 1     | 0      | 1    | 2     |
| 6       | Austria   | 0     | 1      | 0    | 1     |
| 7       | Norwegia  | 0     | 0      | 1    | 1     |
| 7       | Francja   | 0     | 0      | 1    | 1     |

## Klasyfikacja medalowa (z uwzględnieniem skoków drużynowych)
| Pozycja | Państwo   | Złoto | Srebro | Brąz | Razem |
| ------- | --------- | ----- | ------ | ---- | ----- |
| 1       | ZSRR      | 3     | 5      | 3    | 11    |
| 2       | Finlandia | 3     | 4      | 3    | 10    |
| 3       | NRD       | 3     | 2      | 2    | 7     |
| 4       | Szwecja   | 2     | 0      | 0    | 2     |
| 5       | Polska    | 1     | 0      | 1    | 2     |
| 6       | Austria   | 0     | 1      | 0    | 1     |
| 7       | Norwegia  | 0     | 0      | 2    | 2     |
| 8       | Francja   | 0     | 0      | 1    | 1     |